# تل اشرفی الف
تل اشرفی الف در شهرستان شوشتر، روستای قلعه سید واقع شده و این اثر در تاریخ ۵ آذر ۱۳۸۰ با شمارهٔ ثبت ۴۳۱۳ به‌عنوان یکی از آثار ملی ایران به ثبت رسیده است.